# Adept

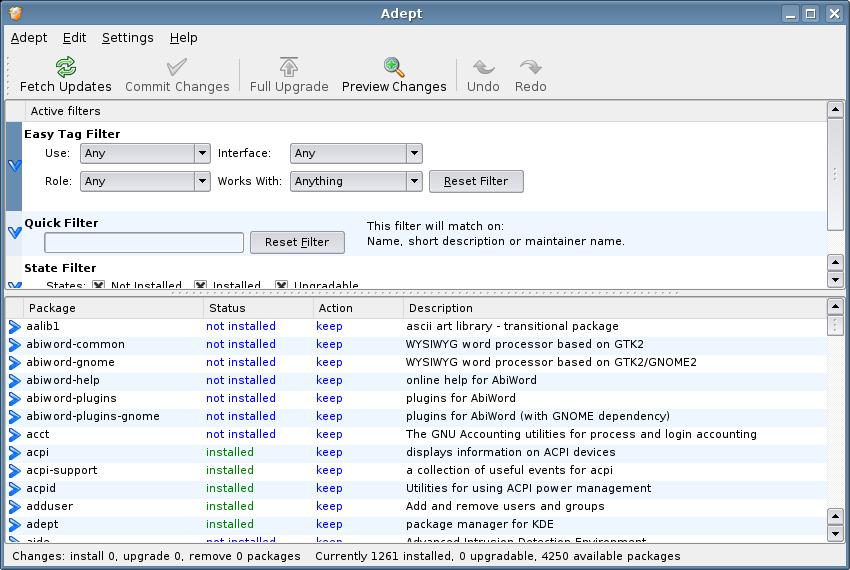

Adept  — графический интерфейс для системы управления пакетами apt проекта Debian, Kubuntu. Adept разработан при финансовой поддержке компании Canonical для проекта Kubuntu.